# Boris (Polozk)
Boris (russisch Борис) war Fürst von Polozk im Jahre 1222.

## Erwähnung
Boris wurde mit einem Gleb in der Ersten Nowgoroder Chronik als Fürst von Polozk genannt. Weitere Informationen über die beiden sind in Chroniken dieser Zeit nicht überliefert.

## Identifizierung mit weiteren Personen
Boris, Sohn des Ginvilas
In der Chronik von Bychowiec (Litauische Chronik) aus dem 15. Jahrhundert wurden mehrere litauische Fürsten von Polozk für das 12. Jahrhundert genannt. Boris war dabei ein Sohn des Ginvilas, dieser ein Sohn des Mingaila, die beide auch bereits Fürsten von Polozk gewesen sein sollen. Boris soll die Stadt Baryssau (Borissow) gegründet haben. Da diese aber spätestens für 1127 in einer altrussischen Chronik erwähnt wurde, müsste er davor gelebt haben. Eine so frühe Herrschaft litauischer Fürsten im Fürstentum Polozk ist sonst nicht bekannt und widerspricht den anderen Chroniken. Die Angabe des polnischen Historikers Maciej Strykowski aus dem 16. Jahrhundert, er habe einen Stein in Baryssau mit einer Inschrift Gott erbarme sich meiner, Boris, Sohn des Ginvilas gesehen, stellte sich später als Fehler des Autors heraus, auf dem Stein stand nur Boris, ohne weiteren Zusatz.
Boris, Sohn des Dawyd
Der russische Historiker Wassili Tatischtschew berichtete in seiner Geschichte Russlands im 19. Jahrhundert von einem Fürsten Boris, der 1217 Fürst in Polozk geworden sein soll. Dessen Frau sei Swjatochna aus Pommern gewesen. Da die von ihm als Beleg genannte Chronik ansonsten nicht bekannt ist, und auch viele andere seiner Angaben in dem Werk wahrscheinlich erfunden wurden, sind die Informationen über Boris sehr unsicher.